# Sauchie
Sauchie es una localidad situada en el concejo de Clackmannanshire, en Escocia (Reino Unido), con una población estimada a mediados de 2016 de 6310 habitantes.
Se encuentra ubicada al este de Escocia, cerca de la desembocadura del río Forth en el fiordo de Forth, de la ciudad de Alloa —la capital del concejo— y al norte de Edimburgo.